# Ozzmosis
Ozzmosis è il settimo album in studio del cantante britannico Ozzy Osbourne, pubblicato il 23 ottobre 1995 dalla Epic Records.

## Il disco
Dopo il grande successo di No More Tears e del relativo tour, il batterista Randy Castillo ed il bassista Mike Inez se ne vanno, venendo prontamente sostituiti, rispettivamente, dal talentuoso Deen Castronovo (il quale esegue un'ottima prestazione nel lavoro) e dal ritornato Geezer Butler, collega di Osbourne nei Black Sabbath, il quale si trovava in crisi di creatività (e forse di stabilità) nell'organico del gruppo di Birmingham, cercando così di poter esprimersi musicalmente con il gruppo dell'amico Ozzy. Un altro arrivo è quello del tastierista Rick Wakeman, il quale si alterna nell'incisione dell'album con il produttore Michael Beinhorn. Mentre No More Tears si presenta come un album stilisticamente duro, ma allo stesso tempo ricco di parti melodiche, Ozzmosis presentò un sound molto più potente e cupo del predecessore, ma non riscosse lo stesso successo e gli stessi favori del disco precedente e alcuni, addirittura, non lo gradirono. Tutto sommato, non riscosse una vendita pessima, anzi la risposta del mercato si rivelò buona (intorno a 3.000.000 di copie e 2 dischi di platino solo negli Stati Uniti). C'è una collaborazione con Steve Vai ,il quale compone la parte musicale di My Little Man, dedicata da Ozzy al figlio Jack,che però viene suonata in studio da Zakk Wylde. La versione rimasterizzata del 2002 contiene altre due tracce: Whole World's Fallin' Down e Aimee, canzone che il cantante ha dedicato a sua figlia.

## Tracce
1. Perry Mason – 5:53 (Ozzy Osbourne, Zakk Wylde, John Purdell)
2. I Just Want You – 4:53 (Osbourne, Jim Vallance)
3. Ghost Behind My Eyes – 5:11 (Osbourne, Mark Hudson, Steve Dudas)
4. Thunder Underground – 6:30 (Osbourne, Geezer Butler, Wylde)
5. See You on the Other Side – 6:10 (Osbourne, Lemmy Kilmister, Wylde)
6. Tomorrow – 6:37 (Osbourne, Wylde, Purdell, Duane Baron)
7. Denial – 5:12 (Osbourne, Hudson, Dudas)
8. My Little Man – 4:52 (Osbourne, Steve Vai)
9. My Jekyll Doesn't Hide – 6:34 (Osbourne, Butler, Wylde)
10. Old L.A. Tonight – 4:50 (Osbourne, Wylde, Purdell)

Durata totale: 56:42

## Formazione

### Gruppo
- Ozzy Osbourne - voce
- Zakk Wylde - chitarra
- Geezer Butler - basso
- Deen Castronovo - batteria
- Rick Wakeman - tastiere
- Michael Beinhorn - tastiera elettronica

## Classifiche
| Classifica (1995) | Posizione massima |
| ----------------- | ----------------- |
| Australia         | 50                |
| Canada            | 7                 |
| Finlandia         | 9                 |
| Germania          | 30                |
| Giappone          | 7                 |
| Italia            | 29                |
| Norvegia          | 24                |
| Nuova Zelanda     | 26                |
| Regno Unito       | 22                |
| Stati Uniti       | 4                 |
| Svezia            | 4                 |
| Svizzera          | 37                |